# A Bad Summer
A Bad Summer (悪い夏) è un film del 2025 diretto da Jojo Hideo.
Pellicola giapponese che tratta la storia di un timido impiegato comunale che, nel tentativo di fare la cosa giusta, si trova coinvolto in una spirale di eventi che lo portano su un percorso pericoloso, mettendo in discussione la sua moralità e le sue convinzioni.

## Trama
In una torrida estate, Sasaki cerca di svolgere al meglio il suo compito di impiegato dell'assistenza sociale ma, in presenza di soggetti scaltri come Yamada, non riesce ad imporsi per eliminare quei sussidi dei quali avrebbero bisogno altri cittadini che magari non si rivolgono al suo ufficio per ignoranza o per vergogna.
La scrupolosa collega Miyata lo ammonisce per questo e insinua che l'altro collega Takano, molto spregiudicato, approfitti della sua posizione per avere addirittura favori sessuali da una assistita. Così Sasaki e Miyata si recano da Aimi Hayashino per verificare questa circostanza. Non ne traggono che un sospetto ma Sasaki, molto sensibile, rimane colpito dalla figlioletta della giovane e così prende a frequentare la ragazza della quale si innamora.
Nel frattempo il giovane boss della yakuza Kanemoto, aveva ordito un piano per ricattare Takano in maniera da avere un uomo in comune che gli agevolasse le pratiche di sussidio di indigenti sulle quale poi la sua organizzazione avrebbe lucrato. Ma i dubbi sulla moralità di Takano hanno poi spinto lo stesso a licenziarsi vanificando il piano del mafioso. Yamada, che lavora per Kanemoto, capito che Sasaki si è innamorato di Aimi, ricalca il piano del suo boss per poter guadagnare in proprio con lo stesso business. L'unico punto è corrompere Aimi affinché si conceda al ragazzo e filmi tutto per poi ricattarlo.
Ma Sasaki è realmente innamorato ed ha attenzioni verso Aimi e sua figlia che lei, dal passato travagliato e con l'amica Rika che vuole rimetterla nel giro delle escort, non ha mai provato prima.
Dopo essersi rifiutata, quando Kanemoto scopre Yamada e riprende in mano la situazione, la ragazza cede e Sasaki è incastrato. Sull'orlo di una crisi di nervi, dopo aver dato il sussidio a soggetti raccomandati dalla yakuza, Sasaki finisce per rifiutarlo ad una madre disperata che a seguito di questo tenterà il suicidio.
Con l'arrivo di un tifone ci sarà anche una resa dei conti tra tutti i protagonisti della vicenda, dopo lo svelamento di un amore segreto tra l'integerrima Miyata e il corrotto Takano. Sasaki difende Aimi che poi, per salvarlo da morte certa, ucciderà Kanemoto. In seguito Sasaki e Aimi potranno formare un famiglia.

## Produzione
Il film è tratto da un romanzo di Somei Tamehito e rappresenta un'esplorazione delle tensioni morali e delle ambiguità etiche dei suoi personaggi. 

## Distribuzione
In Giappone è stato distribuito dal 20 marzo 2025.
È stato presentato al Far East Film Festival di Udine nell'aprile 2025.